# Ktenasita
La ktenasita és un mineral de la classe dels sulfats. Anomenada així per P. Kokkoros l'any 1950 en honor de Konstantinos A. Kténas, físic i professor de mineralogia i petrologia grec. És un rar mineral secundari de coure i zinc amb un hàbit pseudo-ortoròmbic típic. També se'n coneixen varietats riques en magnesi, cadmi, zinc i cobalt; totes aquestes varietats encara no tenen un nom reconegut.

## Classificació
Segons la classificació de Nickel-Strunz, la ktenasita pertany a «07.D - Sulfats (selenats, etc.) amb anions addicionals, amb H₂O, amb cations de mida mitjana només; plans d'octaedres que comparteixen vores» juntament amb els següents minerals: langita, posnjakita, wroewolfeïta, spangolita, torreyita, christelita, campigliaïta, devil·lina, ortoserpierita, serpierita, niedermayrita, edwardsita, carrboydita, glaucocerinita, honessita, hidrohonessita, motukoreaita, mountkeithita, shigaïta, wermlandita, woodwardita, zincaluminita, hidrowoodwardita, zincowoodwardita, natroglaucocerinita, nikischerita, felsőbányaïta, lawsonbauerita, mooreïta, namuwita, bechererita, ramsbeckita, vonbezingita, redgillita, calcoalumita, nickelalumita, kyrgyzstanita, guarinoïta, schulenbergita, theresemagnanita, UM1992-30-SO:CCuHZn i montetrisaïta.

## Característiques
La ktenasita és un sulfat de fórmula química ZnCu₄(SO₄)₂(OH)₆(H₂O)₆. Cristal·litza en el sistema monoclínic. La seva duresa a l'escala de Mohs és 2 a 2,5.
La ktenasita es podria dividir en dues espècies: una amb coure dominant i l'altre amb zinc, ja que en l'estructura cristal·lina hi ha un lloc específic per al coure, un altre per al zinc, i un altre on s'hi poden trobar quantitats variables de cadascun dels elements.

## Formació i jaciments
La ktenasita ha estat descrita com a mineral d'alteració en antigues escombreres de plom afectades per aigua marina. Es forma com a mineral secundari. S'ha descrit a Austràlia, Àustria, Bèlgica, Canadà, República Txeca, França, Alemanya, Grècia, Itàlia, Japó, Marroc, Noruega, Sud-àfrica, Espanya, Suïssa, Regne Unit i els EUA. Als territoris de parla catalana ha estat descrita a la mina Eureka (La Torre de Cabdella, Pallars Jussà).